# Treswell
Treswell – wieś w Anglii, w hrabstwie Nottinghamshire, w dystrykcie Bassetlaw. Leży 45 km na północny wschód od miasta Nottingham i 205 km na północ od Londynu. Miejscowość liczy 231 mieszkańców.